# Karla Ayala Villalobos
Karla Ayala Villalobos (Tlalpan, Ciudad de México, 27 de febrero de 1999) es una abogada y política mexicana.

## Trayectoria
Apareció en la escena política en 2017 cuando fungió como secretaria de Mujeres de la Red Jóvenes por México del PRI en la Ciudad de México. Al año siguiente se desempeñó como coordinadora Nacional de Mujeres de la Expresión Juvenil Revolucionaria, a la par ingresó a la licenciatura en derecho en la Barra Nacional de Abogados, de la cual egresó en 2021.
Entre 2020 y 2021 fue dirigente del Organismo Nacional de Mujeres Priistas en Tlalpan, además es Presidenta y dirigente del Organismo Nacional de Mujeres Priistas.
En 2021 fue electa diputada por la coalición Va por México, conformada por el PAN, PRI y PRD por el distrito 5 de la Ciudad de México con sede en Tlalpan, luego de obtener cerca del 46% de los votos. Desde el 1 de septiembre de 2021 es diputada federal en la LXV Legislatura del Congreso de la Unión de México por dicho distrito, donde se desempeña como Presidenta de la Comisión de Juventud e integrante de las Comisiones de Justicia y de Transparencia y Anticorrupción. Asimismo, es Secretaria General de la Red Jóvenes x México.
En las elecciones federales de 2024 fue postulada a la reelección por el mismo Distrito 5 como candidata de la coalición Fuerza y Corazón por México, pero resultó derrotada al recibir el 35.15% de los votos, frente a 53.28% de su competidor Carlos Ulloa Pérez de la coalición Sigamos Haciendo Historia.